# Роберто Фиоре
Роберто Фиоре (итал. Roberto Fiore; Рим, 15. април 1959) је италијански политичар, председник политичке странке Нова снага (Forza Nuova, FN). Фиоре се самопрогласио као фашиста.
Рођен 15. априла 1959. године у Риму, али је већину живота провео је живећи у Уједињеном Краљевству. Током његовог боравка у Британији, Фиоре се спријатељио са Ником Грифином, лидером Британске националне партије.
Током 1986. године, захваљујући Грифину и другим ултра-десничарима, Роберто Фиоре заједно са Масимом Морселом оснивава удружење "Easy London", које је помагало студентима који живе у Лондону да нађу посао, смештај и остваре контакте са осталим студентима, а 2007. године је постао директор CL English Language, колеџа за иностране студенте у западном делу Лондона.
Почетком 2000. године враћа се Италију, где удружује мале политичке партије Социјална алтернатива Алесандре Мусолини и још понеке профашистичке групе у једну политичку партију под именом Нова снага, чији постаје лидер. На изборима 2006. године је учествовао на листи Кућа слободе коју је предводио Силвио Берлускони, и освојио са његовом Новом снагом неколико места у италијанском парламенту.
На скупу ултра-десничарских странака у Шведској 2008. године под називом Nordic Festival говорио је о потреби очувања европског идентитета свих нација. Такође је учествовао на позив мађарских ултра-десничара на комеморацији жртава комунистичког режима у Будимпешти 23. октобра 2008. године.
На изборима за европски парламент 2009. године освојио је заједно са Александром Мусолинијем посланичко место на листи Нове снаге.
Нова снага је чланица Европског националног фронта.